# نادي الأعظمية
نادي الأعظمية الرياضي هو نادٍ رياضي عراقي مقرة في قلب قضاء الأعظمية، شمال مدينة بغداد، قرب ساحة عنتر.

## تاريخ

خارطة لمنطقة الأعظمية سنة 1918م، يظهر فيها نادٍ رياضي قريب من موقع ساحة عنتر، ويظهر أيضاً مضمار خيل (ريسز) في منطقة راغبة خاتون

في سنة 1919م، أنشأت سلطة الاحتلال الإنكليزي ساحةً لكرة القدم وساحات للتنس والهوكي والبولو وساحةً لسباق الخيل كان موقعها بين ساحة عنتر وراغبة خاتون، لم تلبث إلا سنة واحدة وفشلت، وفي سنة 1940م، افتتح النادي الأولمبي في ساحة عنتر.

### التأسيس
تأسس النادي الأولمبي الملكي عام 1934، ورسم تصميمه المهندس الإيطالي ترفلي الذي كان حينئذٍ موظفاً في أمانة بغداد، وأشرف على تصميمه المعماريُّ أحمد مختار إبراهيم. تم تغيير اسم النادي إلى النادي الملكي في عام 1943 ثم أعيد تسميته لاحقًا إلى النادي الجمهورية الأولمبي.
في عام 1951 ، تأسس نادي الأعظمية ، وفي عام 1967 اندمج نادي الأعظمية مع النادي الجمهورية الأولمبي.